# HSBC Bank Building
L'HSBC Bank Building (conegut també amb el nom de Marine Midland Building) és un gratacel de 52 pisos situat al 140 Broadway al barri financer de Manhattan, a New York. L'edifici, acabat el 1967, mesura 209,7 m d'alçada. Un atemptat amb bomba va tindre lloc al 8è pis, el 20 d'agost de 1969, ferint 20 persones.